# Paul Allen

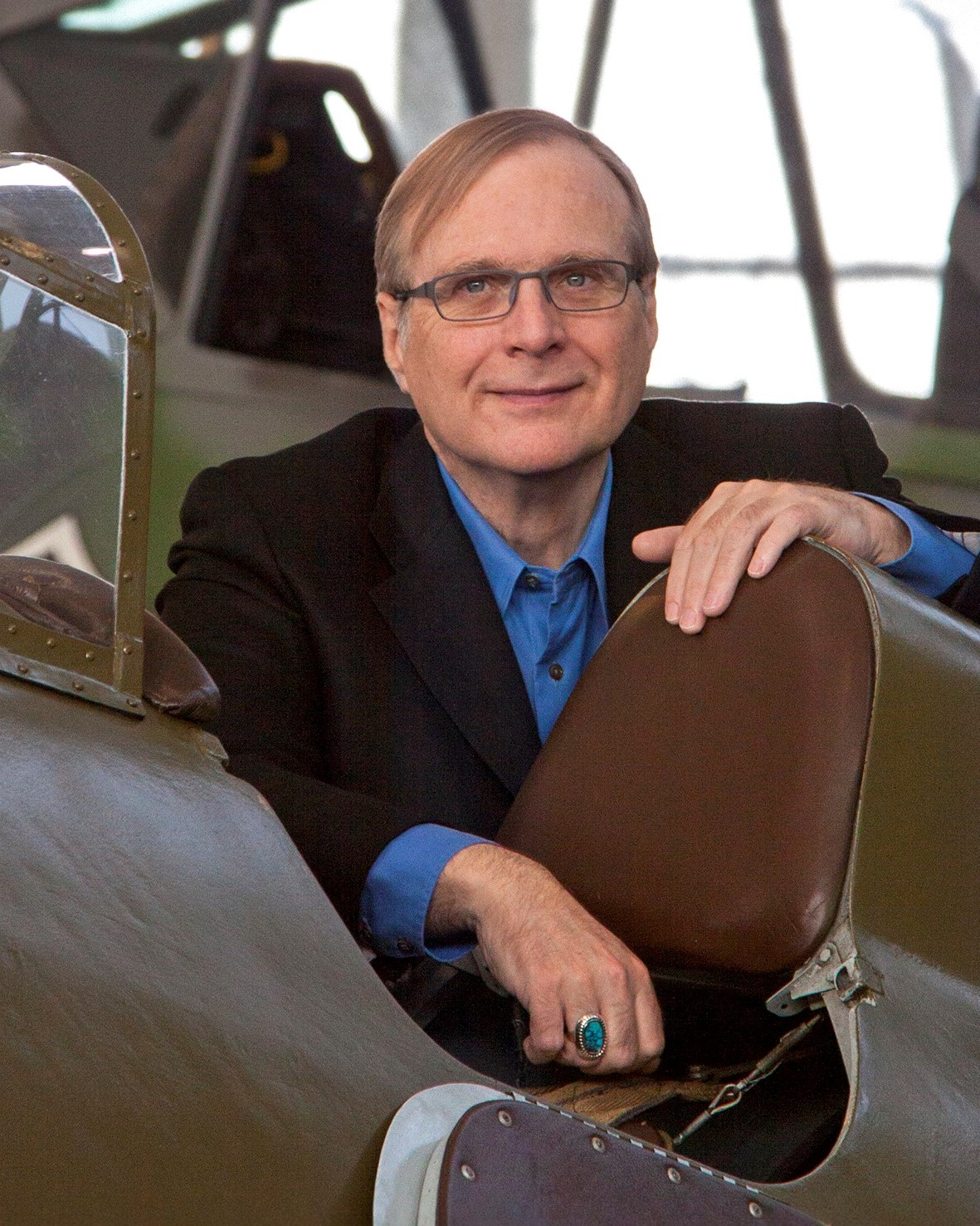
Paul Allen (2013)

Paul Gardner Allen (* 21. Januar 1953 in Seattle, Washington; † 15. Oktober 2018 ebenda) war ein US-amerikanischer Unternehmer. Zusammen mit Bill Gates gründete er das Softwareunternehmen Microsoft und war mit ihm von 1975 bis 1983 im Vorstand. Danach betätigte er sich hauptsächlich als Geschäftsmann, Kunstsammler und Teambesitzer im nordamerikanischen Profisport.
Auf der vom Wirtschaftsmagazin Forbes veröffentlichten Liste der reichsten Menschen der Welt des Jahres 2015 wurde er mit einem Vermögen von 17,5 Milliarden US-Dollar auf Platz 51 geführt. Er galt als der Visionär der „vernetzten Welt“. Allen starb im Oktober 2018 im Alter von 65 Jahren an den Folgen einer Non-Hodgkin-Lymphom-Erkrankung.

## Leben

### Jugend
Paul Gardner Allen wurde 1953 in Seattle als Sohn von Kenneth S. Allen, einem stellvertretenden Direktor der Bibliothek der University of Washington, und Faye G. Allen geboren. Er besuchte die Lakeside School, eine prestigeträchtige Privatschule, und freundete sich dort mit dem zwei Jahre jüngeren Bill Gates an, mit dem er seinen Enthusiasmus für Computer teilte. Zusammen rissen sie die Verwendung des einzigen Minicomputers der Lakeside School an sich. Auf der Suche nach mehr Rechenleistung schlichen sie sich in die Computer-Laboratorien der University of Washington ein. Sie wurden ertappt, konnten aber eine Übereinkunft mit der Verwaltung des Laboratoriums erzielen, indem sie Studenten kostenlose Hilfe bei der Benutzung von Computern gaben.
Nach dem Schulabschluss studierte Allen an der Washington State University, ging aber nach zwei Jahren ab, um kommerzielle Software für die neuen Personal Computer zu schreiben. In dieser Zeit gründete er zusammen mit Gates sein erstes Unternehmen, mit dem sie Software für Verkehrszählungen entwickelten. 1973 begann er bei Honeywell als Programmierer. Später überzeugte er Gates, die Harvard University zu verlassen, um mit ihm eine Firma zu gründen.

### Microsoft
Mit Gates zusammen gründete er 1975 in Albuquerque das Unternehmen Microsoft und begann, einen BASIC-Interpreter zu verkaufen. 1980 war er wesentlich dafür verantwortlich, dass Microsoft für 50.000 US-Dollar das Betriebssystem 86-DOS kaufen konnte. Danach erhielt Microsoft einen Vertrag, um 86-DOS als Betriebssystem für den neuen PC von IBM zu liefern. Dies wurde zur Grundlage für das Wachstum von Microsoft.
Allen schied 1983 bei Microsoft aus, nachdem bei ihm ein Hodgkin-Lymphom diagnostiziert worden war. Im November 2000 trat Allen auch von seiner Position im Aufsichtsrat von Microsoft zurück, blieb aber weiterhin strategischer Berater für das Unternehmen.
Im August 2010 strengte Paul Allen über sein Unternehmen Interval Licensing Gerichtsverfahren gegen Google, Apple, Yahoo, Facebook, Ebay und andere Softwareanbieter an, die er beschuldigte, bei Benutzeroberflächen Technologien einzusetzen, auf die er die Patente besitzt. Gegen Microsoft wurde keine entsprechende Klage eingereicht. 2014 wurde die Klage wegen der Verletzung von Patenten für Pop-Up-Nachrichten vom U.S. Court of Appeals for the Federal Circuit wieder zurückverwiesen, nachdem eine Richterin vom US District Court sie schon abschlägig beschieden hatte.

### Weitere Unternehmen
Allen war an etwa 140 Unternehmen in der IKT-Branche beteiligt. Seine Vision war die Verschmelzung von Computer, Heimunterhaltung, Fernsehen und Internet. Dazu kaufte er Satelliten-Fernseh-Anbieter, Kabelnetzfirmen und das Start-Up Metricom, das große US-Städte mit einem Drahtlos-Netzwerk überziehen wollte. Laut The Wall Street Journal hat er über seine Unternehmen schon 2002 und 2003 mehrere Funk-Lizenzen gekauft. Ende Januar 2008 soll das bereits 1986 gegründete Beteiligungsunternehmen Vulcan Ventures bei der Versteigerung der US-Breitbandfrequenzen mitgeboten haben.
2004 bestätigte Allen, dass er der alleinige Investor für das SpaceShipOne war. Dabei handelt es sich um ein Experimentalflugzeug für kommerziellen suborbitalen Raumflug. Mit SpaceShipOne gelang der erste privat finanzierte suborbitale Raumflug. Damit gewann das Projekt den eigens hierfür ausgelobten Ansari X-Prize.
Ende 2011 gab Allen bekannt, über seine neue Firma Stratolaunch Systems das mit einer Flügelspannweite von 116 Metern bis dato größte Flugzeug der Welt bauen zu wollen. Mit dem Flugzeug sollen in der Luft mehrstufige Raketen gestartet werden.

### Yachten

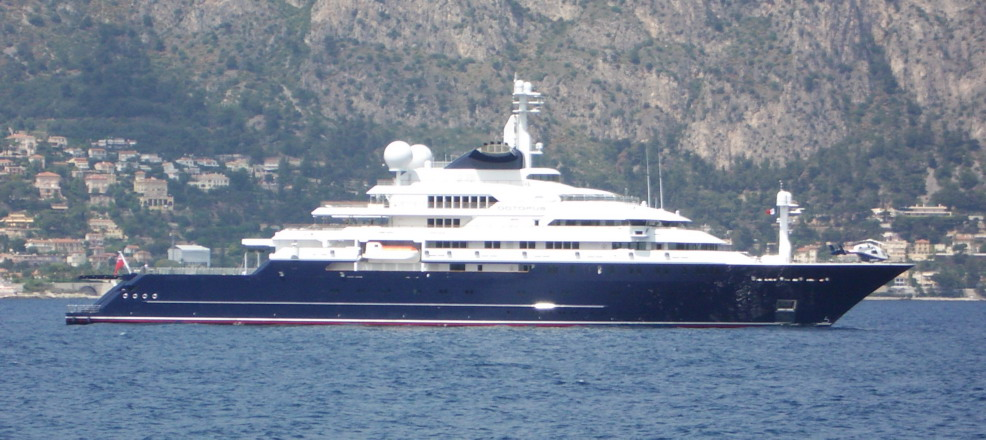
Die Octopus vor der Küste Südfrankreichs

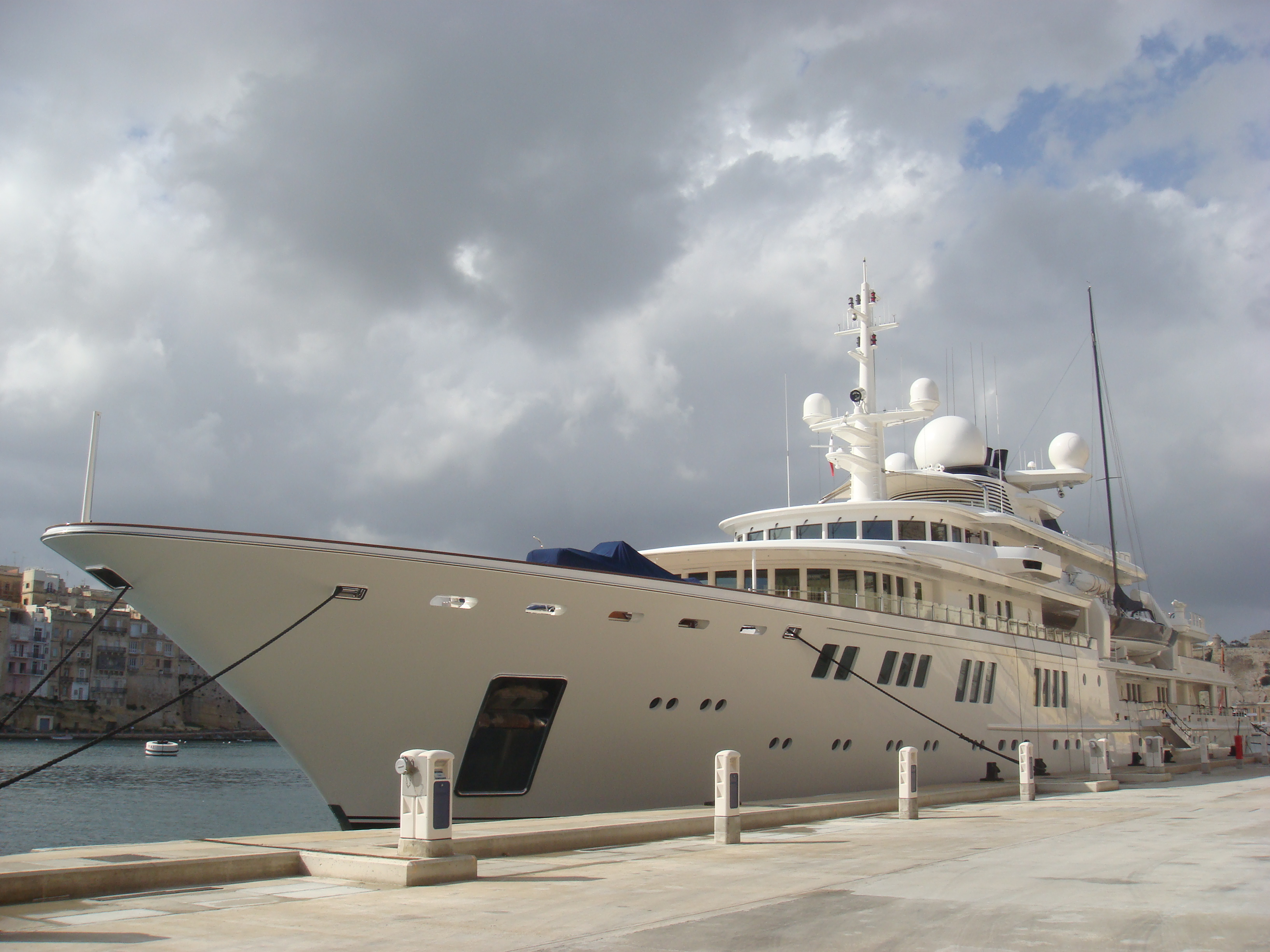
Die Tatoosh im Hafen von Valletta, Malta

Im Jahr 2003 wurde Allens Yacht Octopus in Betrieb genommen. Gebaut als Gemeinschaftsarbeit von Lürssen in Bremen und der Howaldtswerke-Deutsche Werft in Kiel, gehörte sie mit 126,20 Metern Länge, einem eigenen U-Boot und mehreren Beibooten seinerzeit weltweit zu den zehn größten Yachten. Der Bau der Yacht soll 200 Millionen Dollar gekostet haben. Die Octopus wurde nach Allens Tod für 235 Millionen Euro zum Verkauf angeboten und 2021 für eine ungenannte Summe verkauft. Allen besaß zwei weitere Yachten, darunter die 92 Meter lange Tatoosh, die von der Rendsburger Werft Nobiskrug gebaut wurde. Mit ihrer Ankerkette sollen Mitte Januar 2016 über 1300 m² des Riffs von West Bay vor den Cayman Islands zerstört worden sein. 2021 wurde die Tatoosh für 90 Millionen Dollar auf dem Markt angeboten und im November 2022 für eine ungenannte Summe verkauft.

## Engagements

### Sozialer Bereich
Paul Allen engagierte sich finanziell sehr stark für medizinische sowie wissenschaftliche und technologische Arbeit. Zu diesem Zweck gründete er 1986 die Paul G. Allen Family Foundation. Diese verwaltet den Großteil von Allens Zuwendungen. Über die Stiftung spendete er jährlich fast 30 Millionen US-Dollar, die zum größten Teil (etwa 75 Prozent der Gesamtsumme) gemeinnützigen Organisationen in Seattle und im Staat Washington zugutekamen. Die verbleibenden 25 Prozent verteilen sich auf Organisationen in Portland und anderen Städten im Nordwesten der USA.
Die University of Washington wurde von Allen seit vielen Jahren in großem Umfang mit finanzieller Unterstützung bedacht. Ende der 1980er Jahre spendete er 18 Millionen US-Dollar, um damit eine Bibliothek zu bauen, die dann nach seinem Vater Kenneth S. Allen benannt wurde. 2003 spendete er weitere 5 Millionen US-Dollar für ein nach seiner Mutter Faye G. Allen benanntes Zentrum für bildende Künste. Außerdem war er größter privater Gönner und Namensgeber für das Paul G. Allen Center for Computer Science & Engineering. An der Errichtung dieses Zentrums, das 2004 fertiggestellt wurde, beteiligte Allen sich mit 14 Millionen US-Dollar. Für das Klinikum der Universität Washington spendete er zuletzt 3,2 Millionen US-Dollar für die Erforschung von Prostatakrankheiten.
1993 finanzierte Allen ein sich über zwei Jahre erstreckendes Gerichtsverfahren, in dem die Familie des Rockgitarristen Jimi Hendrix die Rechte an dessen Musik zurückerlangte. Diese Rechte waren angeblich vorher vom Nachlassverwalter ohne Genehmigung verkauft worden. Allen finanzierte auch den Kauf diverser Gegenstände aus Hendrix’ persönlichem Besitz (unter anderem die Gitarre, die Hendrix beim Woodstock-Festival spielte). Diese Gegenstände wurden dann im Rahmen von Ausstellungen des Experience Music Projektes öffentlich zugänglich gemacht. Zudem sammelte Paul Allen allgemein historische E-Gitarren, etwa von Eric Clapton, George Harrison und Carlos Santana.
Allen beteiligte sich auch an den Kosten diverser gemeinnütziger Projekte wie SETI und Experience Music Project sowie dem Allen-Institut für Hirnforschung, das er 2003 zusammen mit seiner Schwester Jody Allen Patton gründete. Seit September 2006 stellt dieses Institut den Allen Brain Atlas im Internet zur Verfügung, eine Art virtuelle Karte eines Mäusegehirns. Schätzungen über seine gesamten Zuwendungen für gemeinnützige Zwecke im Jahre 2005 belaufen sich auf etwa 815 Millionen US-Dollar.
Seit 2004 besteht die von ihm finanzierte Flying Heritage Collection, heute als Flying Heritage & Combat Armor Museum, die Flugzeuge, vorwiegend aus dem Zweiten Weltkrieg und der Zeit des Kalten Krieges, zum Teil flugfähig restauriert und der Öffentlichkeit zugänglich macht. Die Flugzeuge befanden sich zunächst in Arlington, später in Paine Field und werden in Auswahl noch regelmäßig auf Flugtagen vorgeführt.
Im Juli 2010 schloss er sich der philanthropischen Kampagne The Giving Pledge der Milliardäre Bill Gates und Warren Buffett an und versprach, mehr als die Hälfte seines Vermögens zu spenden. 2011 wurde Allen in die American Academy of Arts and Sciences gewählt.

### Beteiligung an Sportvereinen
Allen war Besitzer der US-Profisportteams Seattle Seahawks (NFL) und Portland Trail Blazers (NBA). Außerdem war er Teilhaber am Fußball-Franchise Seattle Sounders (MLS).

#### Portland Trail Blazers
1988 kaufte Allen für 70 Millionen US-Dollar die Portland Trail Blazers, ein Basketballteam aus der amerikanischen Profiliga NBA. Er war eine zentrale Figur bei der Planung und Finanzierung der Spielstätte des Teams, der Rose Garden Arena, die 1995 errichtet und 2013 in Moda Center umbenannt wurde. Da sich der Verein nach Allens Angaben in finanziellen Schwierigkeiten befand und im Laufe der nächsten drei Jahre nach seinen Schätzungen etwa 100 Millionen US-Dollar Verlust machen werde, trat Allen im Frühjahr 2006 an die Verantwortlichen der Stadt Portland und des Bundesstaates Oregon heran und bat sie um Unterstützung für die Mannschaft. Der Bürgermeister von Portland, Tom Potter, wies dieses Ansinnen mit Hinweis auf die angespannte Finanzlage der Stadt jedoch zurück. Die Fans der Trail Blazers warfen Allen vor, er sei für die Verschlechterung der Leistungen der Mannschaft sowie für ihr sinkendes Ansehen in Fachkreisen seit 1996 mitverantwortlich.

#### Seattle Seahawks
1997 erwarb Allen die American-Football-Mannschaft Seattle Seahawks. Die Stadt Seattle hatte ihn um Hilfe gebeten, nachdem der vorherige Eigentümer Ken Behring einen Umzug des Teams nach Kalifornien durchsetzen wollte. Das neue Stadion der Seahawks, das CenturyLink Field wurde zwar überwiegend durch Steuergelder finanziert, doch auch hier war Allen eine der treibenden Kräfte bei der Planung. Nach Allens Tod sind die Besitzrechte an den Paul G. Allen Trust übergegangen, dessen Vorsitzende Allens Schwester ist.

### Kunstsammlung

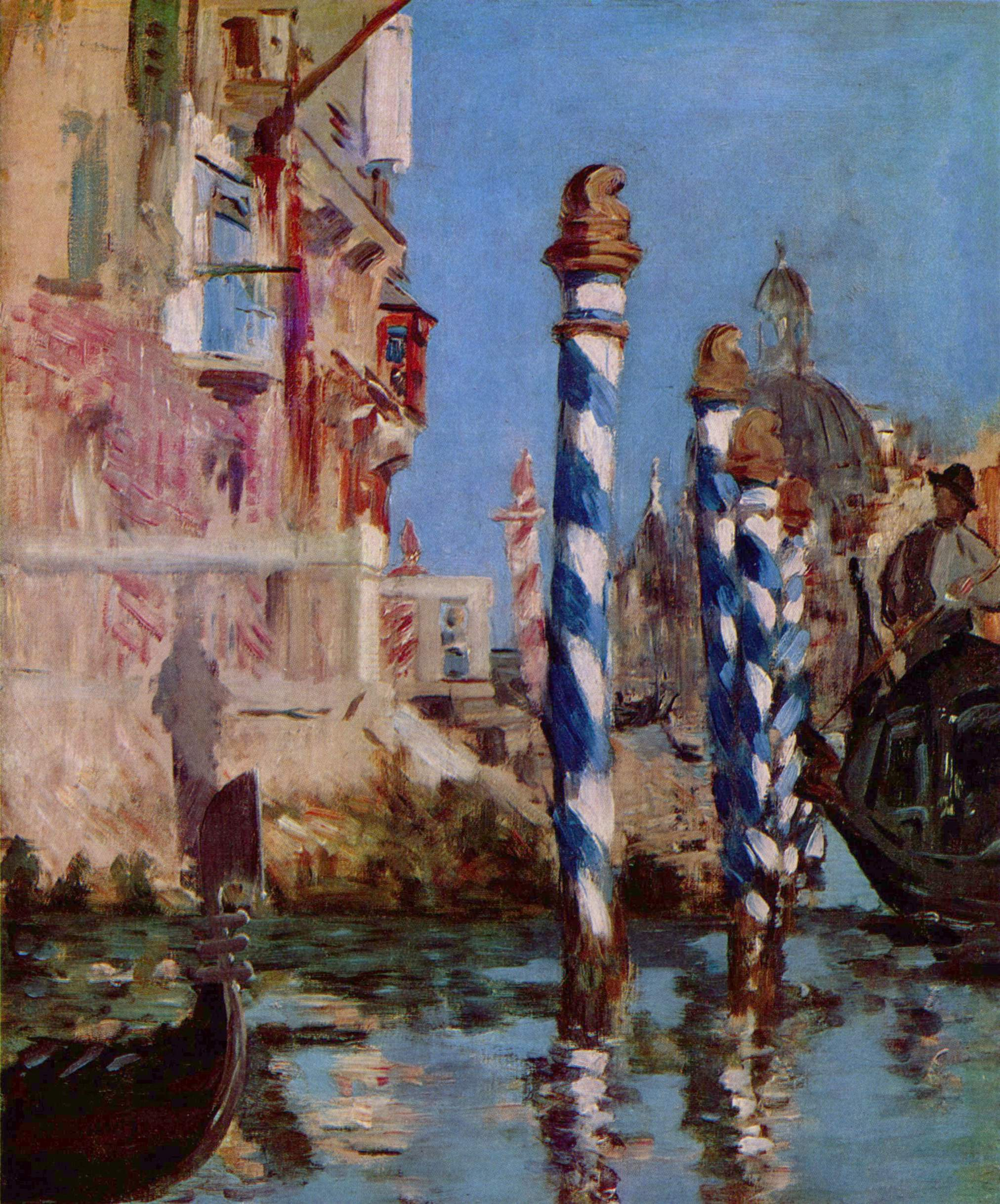
Édouard Manet: Canal Grande in Venedig (Sammlung Paul G. Allen)

2006 zeigte Allen erstmals eine Auswahl von 28 Gemälden seiner privaten Kunstsammlung der Öffentlichkeit. In dem von Frank Gehry erbauten Experience Music Project in Seattle stellte er unter dem Titel DoubleTake: From Monet to Lichtenstein Werke von Herbert Bayer, Jan Brueghel der Jüngere, Giovanni Antonio Canal, Paul Cézanne, Willem de Kooning, Edgar Degas, Max Ernst, Eric Fischl, Paul Gauguin, Nan Goldin, Jasper Johns, Roy Lichtenstein, Édouard Manet, Claude Monet, Pablo Picasso, Pierre-Auguste Renoir, Gerhard Richter, Mark Rothko, Georges Seurat, Paul Signac, Thomas Struth, William Turner, Vincent van Gogh und Kenji Yanobe aus.
Ende August 2022 wurde bekannt, dass Christie’s plant, im November 2022 die Kunstsammlung von Allen zu versteigern. Diese besteht aus über 150 Werken aus 500 Jahren mit einem Schätzwert von in Summe 1 Mrd. Euro. Der Erlös soll auf Wunsch Allens ausschließlich wohltätigen Zwecken zugutekommen. Der erste Teil der Sammlung wurde bereits für über 1,5 Mrd. Euro verkauft. Die darin enthaltenen Kunstwerke erzielten zum Teil Rekordpreise.

### Aufspüren von Schiffswracks
Paul Allen engagierte sich in der Suche nach den verschollenen Wracks gesunkener Schiffe. So fand sein Team am 17. März 2018 das Wrack des 1942 versenkten Leichten Kreuzers Juneau. Am 6. März 2018 hatte man den Flugzeugträger Lexington entdeckt, der am 8. Mai 1942 in der Schlacht im Korallenmeer gesunken war. Zuvor, am 19. August 2017, gab er den Fund des im Juli 1945 im Nordpazifik gesunkenen Kreuzers Indianapolis bekannt, den sein Team in 5500 m Tiefe aufgespürt hatte. Der Fund wurde vom umgebauten Forschungsschiff Petrel aus gemacht. In den Jahren zuvor wurden bereits durch von Allen geleitete Expeditionen das japanische Schlachtschiff Musashi (März 2015) und der italienische Zerstörer Artigliere (März 2017) aus dem Zweiten Weltkrieg gefunden. Die noch durch ihn begonnene Suche nach der am 27. Oktober 1942 versenkten Hornet wurde auch nach Allens Tod fortgesetzt und konnte durch das Team der Petrel im Januar 2019 mit der Auffindung des Wracks in etwa 5400 Metern Tiefe nahe der Salomon-Inseln erfolgreich abgeschlossen werden.

## Schriften (Auswahl)
- Idea Man: A Memoir by the Cofounder of Microsoft. Portfolio/Penguin, 2011, ISBN 978-1-59184-382-5. – Deutsche Ausgabe: Idea Man. Die Autobiographie des Microsoft-Mitgründers. Campus Verlag, Frankfurt und New York 2011, ISBN 978-3-593-39539-5.